# Merkur (Drebkau)
Merkur, niedersorbisch Merkur, ist ein zum Ortsteil Jehserig gehörender bewohnter Gemeindeteil der Stadt Drebkau im Landkreis Spree-Neiße in Brandenburg.

## Lage
Merkur liegt in der Niederlausitz, knapp zwei Kilometer südöstlich des Stadtzentrums von Drebkau und 15 Kilometer Luftlinie südwestlich der Stadt Cottbus. Umliegende Ortschaften sind Löschener Buden im Norden, Jehserig im Osten, Papproth im Südosten, Steinitz im Südwesten, Raakow im Westen sowie Drebkau und Kausche im Nordwesten. Der ehemalige südlich gelegene Nachbarort Göhrigk wurde in den 1980er Jahren geräumt und wegen Altbergbauschäden abgerissen.
Merkur liegt an der Landesstraße 52 zwischen Drebkau und Sellessen, unweit der Abfahrt von der Bundesstraße 169. Südlich der Ortschaft liegt der Göhrigker See. Merkur gehört zum amtlichen Siedlungsgebiet der Sorben/Wenden.

## Geschichte

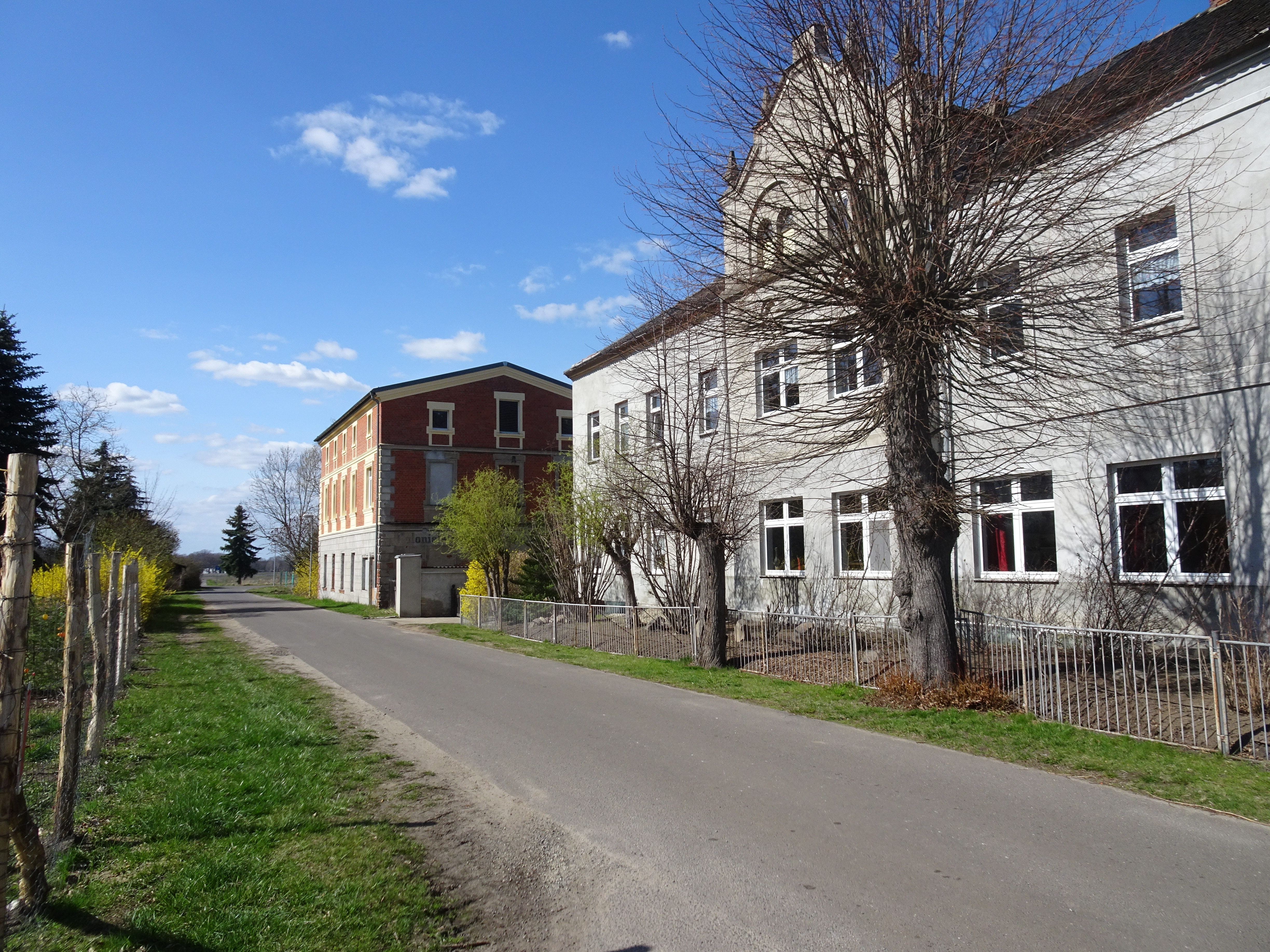
Alte Grubenstraße in Merkur

Die Ortschaft Merkur entstand ab 1898 in Folge der Gründung der Brikettfabrik „Volldampf“ innerhalb der damaligen Landgemeinde Jehserig als Arbeitersiedlung der gleichnamigen Braunkohlegrube Merkur und der Fabrik. In dem Ort gab es neben der Brikettfabrik noch eine Schule. Als Teil von Jehserig gehörte Merkur nach der Ortsgründung zunächst zum Kreis Spremberg in der Provinz Brandenburg im Königreich Preußen und des Deutschen Reiches. Bereits vor dem Ausbruch des Ersten Weltkrieges wurde der Betrieb der Brikettfabrik eingestellt.
Nach dem Ende des Zweiten Weltkrieges kam der Ort zur Sowjetischen Besatzungszone, wo er ab 1947 im Land Brandenburg lag. Ab 1949 gehörte Merkur zur DDR. Bei der Gebietsreform am 25. Juli 1952 wurde der inzwischen umbenannten Landkreis Spremberg (Lausitz) aufgelöst und die Gemeinde Jehserig kam in den Kreis Cottbus (seit 1954 Kreis Cottbus-Land) im Bezirk Cottbus. Nach der Wiedervereinigung lag Merkur erst im Landkreis Cottbus in Brandenburg, der am 6. Dezember 1993 im neuen Landkreis Spree-Neiße aufging. Am 31. Dezember 2001 wurde die Gemeinde Jehserig in die Stadt Drebkau eingegliedert.
Auf der Denkmalliste der Stadt Drebkau steht die Gedenktafel für Otto Strupat. Otto Strupat (1893–1921) war ein Kommunist und Gewerkschafter, der in Merkur lebte. 1921 wurde er zu einem Gewerkschaftskongress nach Moskau delegiert, wo er bei einer Vorführfahrt mit einem propellergetrieben Eisenbahnfahrzeug ums Leben kam. Er liegt an der Kremlmauer begraben. Die Tafel hing an seinem Wohnhaus in der heutigen Alten Grubenstraße. 2019 wurde sie durch die Stadtverwaltung demontiert und gesichert, nachdem das Haus leergezogen war.